# 飛騨古川まつり会館
飛騨古川まつり会館（ひだふるかわまつりかいかん）は、岐阜県飛騨市にある博物館（山車会館）である。

## 概要
- 気多若宮神社の例祭であり、国の重要無形民俗文化財に指定ならびに、ユネスコの無形文化遺産に登録されている古川祭に関連する施設である。1992年（平成4年）6月25日開館[1]。
- 古川祭で実際に使われている屋台、道具、飛騨古川の祭り文化（呼び引き、当番会所など）などを展示する。
- 指定管理者制度を導入しており、一般社団法人飛騨市観光協会が管理運営する[2]。
- 「息遣いが聴こえるまつり会館」をコンセプトにして2019年（令和元年）12月からリニューアル工事が行われ、2020年（令和2年）3月に再開する予定であったが[1]、新型コロナウイルス感染症による緊急事態宣言により延期。同年6月1日に再開された[3]。

## 主な展示
- 屋台実物展示

古川祭の10台の屋台 のうち3台を展示（定期的に入換）
- 起し太鼓　（レプリカ）
- 奉納芸（獅子舞、闘鶏楽、子供歌舞伎など）の道具
- からくり人形
- 御神輿
- 見送り　※屋台の背後に下げる絵や書
- 4Kシアター

## 利用案内
- 住所：岐阜県飛騨市古川町壱之町14-5
- 開館時間：9:00 - 17:00（3月 - 11月）、9:00 - 16:30（12月 - 2月）
- 休館日：年末年始（12月29日 - 1月3日）
- 料金：大人（高校生以上）700円、小人300円
- 駐車場：飛騨市役所駐車場を使用

## 交通アクセス

### 公共交通機関
- JR高山本線 飛騨古川駅から徒歩で約5分

### 自動車
- 国道41号（古川バイパス）「稲葉」交差点より県道480号飛騨古川停車場線を飛騨市役所方面へ

## 周辺施設
- 飛騨市役所
- 飛騨市図書館
- 飛騨古川郵便局
- 飛騨古川駅
- JAひだ古川支店
- 飛騨の匠文化館
- 誓願寺